# Головецький Євген Миколайович
Євге́н Микола́йович Голове́цький (* 1988) — старший солдат Збройних сил України, учасник російсько-української війни.

## З життєпису
Народився 1988 року у Великій Висці.
В часі війни у складі 3-го окремого полку захищав Донецький аеропорт.

## Нагороди
6 жовтня 2014 року — за особисту мужність і героїзм, виявлені у захисті державного суверенітету та територіальної цілісності України, вірність військовій присязі під час російсько-української війни, відзначений — нагороджений орденом «За мужність» II ступеня.